# Великодержавный аутизм
Великодержавный аутизм — термин введённый Эдвардом Люттваком для описания некоторых действий крупных и влиятельных держав на международной арене.

## Определение великодержавного аутизма
Великие державы часто не могут уделять достаточное внимание внешним делам из-за напряжённой внутриполитической обстановки, за исключением периодов кризисов. В отличие от малых стран, эти державы не постоянно беспокоятся о международных событиях. Независимо от размеров, лидеры всех стран имеют ограниченное восприятие и интеллектуальные возможности. Лидеры великих держав обычно обращаются к внешним делам в качестве отвлечения от сложностей внутренней политики. Великодержавный аутизм — это ещё хуже, чем простое невнимание, поскольку лица, принимающие решения, не могут глубоко изучить вопросы и получить полную информацию. Обычно решения в сфере внешней политики основываются на упрощённых представлениях, и действительность искажается для соответствия заранее созданным понятиям и ожиданиям. Таким образом, политики, не имеющие достаточных знаний о местных проблемах, высказывают свои мнения о выборе страны. Упрощённое представление принимает искажённый облик, оказывающийся обманчивым. Профессиональные дипломаты и высокопоставленные политики определяют внешнюю политику, а не экономические интересы страны.

## Примеры
К 1890 году Германия превзошла Великобританию по промышленным инновациям. Великобританию ждал неизбежный упадок. Превосходство Германии во всём было вопросом времени. Немецкое правительство решило, что поднимающаяся страна должна иметь океанский военно-морской флот вместо имеющегося скромного состава. Началось активное строительство германских боевых кораблей вызвавших опасение Великобритании. В 1890 году Британия вела борьбу с Францией за колонии в Африке и Индокитае и борьбу с Россией за Среднюю Азию. Британский ответ на рост Германии был ассиметричным: к 8 апреля 1904 года Великобритания и Франция уладили территориальные претензии, в августе 1907 года была подписана англо-русская конвенция. Британский всемирный альянс должен был подвести правительство Германии к мысли о тщетности военного решения назревающих конфликтов. Однако аутизм возобладал над стратегическим мышлением. Тактические и оперативные победы Германии не смогли обеспечить стратегической победы. Парадоксальная стратегическая логика противоречит тактике: в стратегии меньше может быть лучше, чем больше. Например, более слабые армия и флот лучше, чем более сильные, но вызывающие реакцию противников.

### Россия
Другим примером может быть – страх россиян перед расширением НАТО, усматривающие в чужих мотивах исключительно российские империалистические устремления. По мнению представителей политической элиты России расширение НАТО было просчитанным и враждебным ходом американцев.

### Китай
Китайские аналитики считают, что американцы также подвержены великодержавному аутизму и имеют привычку видеть соседей искаженным образом. Это же относится и к узкой элите городских секуляристов, которая не может представлять интересы всего американского общества. Русские воспринимают мотивы других стран преимущественно через призму своих собственных стремлений, и приводится пример расширения НАТО после окончания холодной войны. Китайские лидеры, по мнению Эдварда Люттвака, также более синоцентричны и подвержены аутизму, чем русские и американцы, из-за динамичных и нестабильных внутренних реалий Китая.
Причинами отсутствия перехода от великодержавного аутизма к применению разумной стратегии в случае Китая может быть китайское общественное мнение поддерживающее увеличение расходов на армию, сопротивление армии снижению её роли.